# 울산북구문화예술회관
울산북구문화예술회관은 울산광역시 북구 산업로 1000에 있는 복합 문화 예술 시설이다.

## 연혁
- 2000.03.25 문화예술회관 건립 국고보조사업 확정(문화관광부)
- 2000.07.03 공유재산관리계획 승인
- 2000.09.29 울산광역시 투·융자사업 심사 승인
- 2001.02.22 문화예술회관 기본계획안 수립
- 2001.04.07 문화예술회관 건축설계 경기 현상공모
- 2001.06.28 당선작 결정
- 2001.07.09 기본 및 실시설계 용역
- 2002.04.10 착공
- 2003.07.07 준공
- 2003.09.25 개관